# 家族の名において
『家族の名において』（かぞくのなにおいて、原題: 以家人之名）は、2020年に放送された中華人民共和国のテレビドラマ。出演は、タン・ソンユン、ソン・ウェイロン、チャン・シンチョンなど。家族愛をテーマに、血のつながりはないが兄妹のように育った3人を中心に描くファミリードラマで、全国テレビ同時間帯リアルタイム視聴率1位を連続記録するなどヒットした。

## あらすじ
李海潮（リー・ハイチャオ）は麺店を経営しながら、男手一つで幼い娘・李尖尖（リー・ジェンジェン）を育てていた。ある日、父娘が暮らす団地の上の部屋に凌和平（リン・ハーピン）一家が引っ越してくる。凌夫妻は喧嘩が絶えず、部屋の外で一人で過ごす息子の凌霄（リン・シャオ）を見かねた海潮は凌霄を自宅へ招いて食事をさせるようになるが、凌霄の母は離婚して家を出て行ってしまう。そんな中、シングルマザーの賀梅（ハー・メイ）とお見合いをした海潮は、重病の母を看病することになった賀梅の息子・賀子秋（ハー・ズーチウ）を預かることになり、ついには引き取ることに。そして、海潮と和平は、3人の子供たちを協力して育てることを決める。
10年後、高校生となった尖尖は、凌霄・子秋と兄妹のように仲良く暮らしていた。高校3年生となった凌霄と子秋は北京の大学への進学を考えていたが、2人の元に海外で暮らす実親が現れ、様々な事情で3人は離れ離れに。9年後、凌霄と子秋は帰国し、友人と暮らす尖尖の部屋の向かいに引っ越してくる。長年会わず疎遠になっていた兄たちとどう接したらいいか戸惑う尖尖だったが、2人に想いを寄せられ、次第に自分の恋心を自覚していく。

## 登場人物

### 主要人物
李尖尖（リー・ジェンジェン）
演 - タン・ソンユン（幼少時：叢尚）
李海潮の娘。楽観的で天真爛漫。凌霄・子秋と実の兄妹のように育つ。勉強は苦手。大学で彫刻を専攻し、卒業後、先輩とアトリエを開設する。
凌霄（リン・シャオ）
演 - ソン・ウェイロン（幼少時：徐崴羅）
凌和平と陳婷の息子。学年トップの秀才。一見クールで無関心な性格だが心根は温かい。交通事故で重傷を負った母の介護のためシンガポールの大学に進学し、歯科医になる。
賀子秋（ハー・ズーチウ）
チャン・シンチョン（特別出演）（幼少時：蕭李臻瑱）
賀梅の息子。深圳に出稼ぎに行った母が音信不通となり、海潮に引き取られる。健気で心優しく、李一家に並々ならぬ恩義を感じている。イギリスの大学を卒業後、パティシエとなり、帰国後にカフェをオープンする。
李海潮（リー・ハイチャオ）
演 - トゥー・ソンイエン
李尖尖の父。賀子秋の里親。家の近所で麺店を経営している。子供好き。娘が幼い頃に2人目を妊娠していた妻を亡くす。3人の子供に愛情たっぷりの料理を食べさせ、実子のように育てる。
凌和平（リン・ハーピン）
演 - チャン・シーリン（友情出演）
凌霄の父。陳婷の元夫。警察官で、昼夜を問わず働いている。娘を事故で亡くした後、海潮の上の部屋に引っ越してくるが、後に妻と離婚。海潮と協力して3人の子供を育てる。

### 李尖尖の周辺人物
斉明月（チー・ミンユエ）
演 - スン・イー
李尖尖の高校の同級生で親友。不良に絡まれているところを3兄妹に助けられて仲良くなる。娘の意見を尊重しない母の影響で、なかなか自己主張ができない。大学受験に失敗した後、地元の大学に進学し、TV局のレポーターになる。尖尖・唐燦とルームシェアをしている。
唐燦（タン・ツァン）
演 - ホー・ルイシエン
李尖尖のクラスに転校してきた女優。同級生だが、留年しているため1歳年上。子役時代は数々のCMや作品に出演し、トップ女優を目指していたが、オーディションに落ちるなど成功への道が切り拓けないでいる。尖尖・明月と一緒に暮らしつつ、演技の才能を生かした何でも屋として生計を立てている。
杜鵑（ドゥー・ジュエン）
演 - 王薇
李尖尖の大学の1年先輩で彫刻家。尖尖とアトリエを共同経営している。恋愛脳で、年下スタッフの周淼と付き合っている。
鄭舒然（ジェン・シューラン）/ 燃（ラン）
演 - 郁子陽
李尖尖の数年来のネット友達。芸術家で尖尖と話が良く合い、付き合うことに。女体を崇拝している。
周淼（ジョウ・ミャオ）
演 - 崔爾康
李尖尖のアトリエのスタッフ。共同代表の杜鵑と恋愛関係にあるが、尖尖とはよく衝突している。

### 凌霄の周辺人物
陳婷（チェン・ティン）
演 - ヤン・トンシュー（友情出演）
凌霄の母。凌和平の元妻。娘の事故死後、精神的に不安定になり、和平と離婚する。シンガポールで裕福な男性と再婚し、娘の秦美央（小橙子）を出産。交通事故で半身不随となり、凌霄に執着するようになる。
秦美央（チン・メイヤン）/ 小橙子（シャオチョンズ）
演 - 宋芳園（幼少時：陳馨妍）
凌霄の異父妹。裕福な家庭で甘やかされて育ち、兄を溺愛している。母の影響を強く受け、尖尖を嫌っている。
馮希希（フォン・シーシー）
演 - 胡宇
凌霄の勤務先の歯科クリニックの同僚歯科医。凌霄を気に入っている。

### 賀子秋の周辺人物
賀梅（ハー・メイ）
演 - ユエン・ラン
賀子秋の母。趙華光の元妻。離婚後に妊娠していることが分かり、一人で子秋を産んだ。李海潮とはお見合いで知り合う。子秋を農村部に住む実母に預けて深圳に出稼ぎに行った後、音信不通になる。後に厦門に戻ってきて美容サロンを開くが、海潮に引き取られた子秋とはある事情で関係を断とうとする。
荘北（ジュアン・ベイ）
演 - 安戈
賀子秋の高校の同級生で親友。大学卒業後、弁護士になる。
趙華光（チャオ・ホアグアン）
演 - 劉金龍
賀子秋の実父。かつては貧しかったが、再婚後裕福になる。子秋を跡継ぎにするため大金で釣ろうとするが失敗し、李一家に嫌がらせをする。
賀蘭（ハー・ラン）
演 - 趙培琳
賀梅の妹。子秋に時々会いにくる。農村部で暮らしており、貧しい。

### その他の登場人物
金玉香（ジン・ユーシャン）
演 - 郝文婷
斉明月の母。過保護で厳しく、夫や娘の意見を聞かない。

## 韓国リメイク版
『組み立て式家族（朝: 조립식 가족）』のタイトルで、2024年10月9日より韓国JTBC水曜ドラマ枠で放送予定。脚本：ホン・シヨン、演出：キム・スンホ。出演は、ファン・イニョプ、チョン・チェヨン（元DIA）、ペ・ヒョンソン、チェ・ウォニョン、チェ・ムソンなど。